# Węglan litu
Węglan litu – nieorganiczny związek chemiczny, sól litowa kwasu węglowego.

## Zastosowanie
Stosowany w produkcji gotowych zapraw budowlanych do przyspieszania wiązania cementu.

### Zastosowanie medyczne
W psychiatrii węglan litu jest stosowany jako lek normotymiczny (stabilizujący nastrój) zarówno w leczeniu epizodów chorobowych, jak i w profilaktyce choroby afektywnej dwubiegunowej.
Ma działanie stabilizujące nastrój, a także pewne działanie przeciwmaniakalne. Węglan litu był pierwszym w historii farmakoterapii lekiem zastosowanym w profilaktyce wystąpienia objawów choroby psychicznej, a odkrycie jego leczniczych właściwości na tym polu było w znacznej mierze dziełem przypadku. Pomimo iż jest on niewątpliwie jednym z najskuteczniejszych leków stosowanych w farmakoterapii choroby afektywnej dwubiegunowej, wykazuje wiele skutków ubocznych ze strony układu nerwowego, pokarmowego, krążenia, jak również układu wewnątrzwydzielniczego. Lit prawdopodobnie bardziej zapobiega epizodom manii niż depresji i może zmniejszać ryzyko popełnienia samobójstwa.

#### Mechanizm działania
Aktualnie za najbardziej prawdopodobne uznaje się, że jony litu hamują przemianę trisfosforanu inozytolu (IP3) do inozytolu, substratu do resyntezy fosfatydyloinozytolodifosforanu (PhIP2). Wiadomo, że jedno- i dwuwartościowe kationy wpływają na syntezę, magazynowanie, uwalnianie i wychwytywanie zwrotne ośrodkowych neuroprzekaźników: katecholamin i serotoniny. Neuroprzekaźniki te są zaangażowane w patogenezę stanów maniakalnych i depresyjnych. Wiele wskazuje, że działanie przeciwmaniakalne jonów litu może być wynikiem zwiększenia wychwytywania zwrotnego noradrenaliny i zwiększenia wrażliwości receptorów serotoninowych.

#### Farmakokinetyka
Węglan litu po podaniu doustnym łatwo się wchłania, osiągając maksymalne stężenie w surowicy po ok. 2–4 godzinach. Okres półtrwania wynosi 10–42 godzin. Nie wiąże się z białkami osocza, nie jest metabolizowany i wydalany jest prawie wyłącznie przez nerki (95–98%) i z tego względu wydolność nerek wpływa na jego poziom we krwi.

#### Przeciwwskazania
- uczulenie na lit
- niewydolność serca
- niewydolność nerek
- niedoczynność tarczycy
- niewyrównane nadciśnienie tętnicze
- zaburzenia wodno-elektrolitowe
- choroba Addisona
- ciąża i okres karmienia piersią (kategoria D)
- choroby mózgu przebiegające z otępieniem
- padaczka
- parkinsonizm
- wiek do 12 lat
- nadużywanie alkoholu

#### Działania niepożądane
- nadmierne pragnienie
- spadek apetytu
- nudności
- drżenie rąk
- osłabienie mięśniowe
- wysypka grudkowo-plamista
- zahamowanie czynności tarczycy

#### Interakcje z innymi lekami
Leki zwiększające poziom węglanu litu we krwi i zwiększające ryzyko wystąpienia zatrucia:
- tetracykliny
- metronidazol
- leki moczopędne
- inhibitory konwertazy angiotensyny
- neuroleptyki, np. chloropromazyna, flufenazyna, haloperydol i inne
- niesteroidowe leki przeciwzapalne
- blokery kanału wapniowego
- inne.

Leki zmniejszające poziom węglanu litu we krwi i jego skuteczność w leczeniu:
- metyloksantyny
- zwiększenie spożycia chlorku sodu lub wodorowęglanu sodu

#### Dawkowanie
Dawkowanie indywidualne ustalane jest przez lekarza specjalistę, który ma doświadczenie w leczeniu tym lekiem.
Lek podaje się 2–3 razy dziennie, a dawki zwiększa się stopniowo. Zalecana jest kontrola stężenia leku we krwi. Powinno ono się znajdować w przedziale 0,6–1,6 mmol/l.
U większości osób zakres dawek terapeutycznych wynosi 500–1500 mg na dobę.
Po przekroczeniu stężenia litu w surowicy 1,6 mmol/l należy się liczyć z wystąpieniem ciężkich powikłań, chociaż nie ma bezpośredniego związku między poziomem leku we krwi a wystąpieniem objawów zatrucia. Inne czynniki takie jak wiek, zaburzenia wodno-elektrolitowe lub towarzyszące schorzenia mogą wpływać na ujawnienie się zatrucia.
U osób w wieku podeszłym należy stosować mniejsze dawki leku.

#### Ciąża
Kategoria D – istnieją dowody na niekorzystne działanie leku na płód, ale w pewnych sytuacjach klinicznych potencjalne korzyści z jego zastosowania przewyższają ryzyko (np. w stanach zagrażających życiu lub chorobach, w których inne, bezpieczne leki nie mogą być zastosowane lub są nieskuteczne).

#### Objawy zatrucia
Zależą do pewnego stopnia od poziomu węglanu litu we krwi. W przypadku przedawkowania może doprowadzić do nieodwracalnego uszkodzenia nerek.